# Iñurritza
Iñurritza o Inurritza es un biotopo protegido (declarado como tal el 25 de febrero de 1997), situado en la localidad costera de Zarauz, aunque el terreno pertenezca a la localidad de Aya en el territorio histórico de Guipúzcoa, en el País Vasco (España).
Se trata de un espacio litoral constituido por el estuario de la regata Inurritza y la franja costera existente a ambos lados del mismo. En un espacio reducido y diverso, observamos una de las mejores representaciones de los ecosistemas más característicos de la costa vasca, lamentablemente muy alterada por el desarrollo urbano e industrial. La conjunción de dunas, marismas y acantilados hace que el paisaje sea especialmente atractivo y que se reúnan en este lugar especies florísticas y faunísticas con requerimientos diversos, dando lugar a un mosaico de comunidades especializadas e interrelacionadas. Su delimitación incluye el campo de golf.